# Mirmeci
Mirmeci (en grec antic: Μυρμήκιον, Myrmèkion) va ser una antiga colònia grega de la Tàurida. L'assentament es va fundar a la part oriental de la ciutat moderna de Kertx, a 4 km de l'antiga Panticapea, a la vora de la badia de Ketx, a prop del cap Karantinny. El poblament va ser fundat per jonis durant la primera meitat del segle vi aC.
Al segle v aC, la vila es va especialitzar en l'elaboració del vi i va encunyar la seva pròpia moneda. Estava envoltada de muralles de 2,5 metres de gruix. Mirmeci va caure a les mans del Regne del Bòsfor al segle iv aC i progressivament va anar disminuint la seva importància a l'ombra de la seva capital, Panticapea. Les excavacions regulars van començar el 1934 per una expedició encapçalada per V.F. Gaidukevich. El lloc va ser excavat pels arqueòlegs polonesos, liderats per Kazimierz Michałowski a la dècada del 1950. Entre 1982 i 1994, una expedició encapçalada per Yu. A. Vinogradov va estar treballant al lloc. El 1999, el Museu Estatal de l'Ermitage va iniciar una expedició arqueològica al lloc.